# Derek Lee Ragin

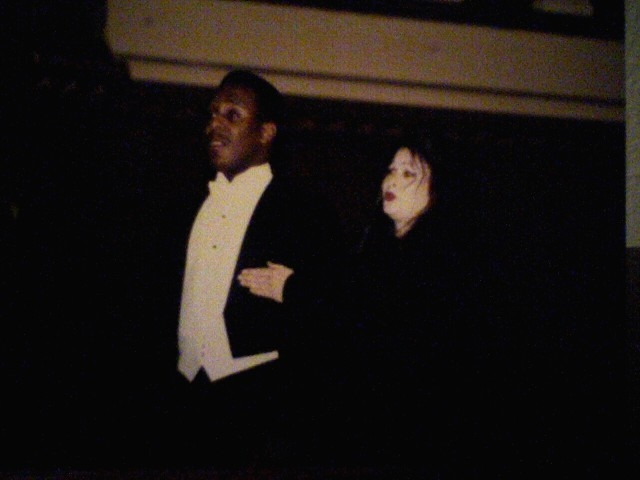
Ragin em 1991.

Derek Lee Ragin (17 de junho de 1958) é um contratenor estadunidense. Seu trabalho mais recente foi a dublagem do filme Farinelli, no qual ele contou com a colaboração na execução das notas um pouco mais agudas da soprano Ewa Małas-Godlewska.